# Micrathena exlinae
Micrathena exlinae är en spindelart som beskrevs av Levi 1985. Micrathena exlinae ingår i släktet Micrathena och familjen hjulspindlar.
Artens utbredningsområde är Peru. Inga underarter finns listade i Catalogue of Life.